# Borys Andrij Gudziaken
Boris Andrij Gudziak (Syracuse, Estados Unidos, 24 de novembro de 1960) é um ministro da Igreja Greco-Católica Ucraniana e Arcebispo da Arquiparquia da Filadélfia.
O bispo auxiliar de Lviv, Lyubomyr Husar MSU, o ordenou diácono em 14 de agosto de 1998, e o bispo de Ivano-Frankivsk, Sofron Stefan Mudry OSBM, o ordenou sacerdote em 26 de novembro de 1998. Foi reitor da Universidade Católica Ucraniana de 2002 a 2012. Ele é autor de mais de 50 obras sobre a história da igreja.
Em 21 de julho de 2012 foi pelo Papa Bento XVI nomeado Bispo Titular de Carcabia e Exarca Apostólico da França e foi empossado em 2 de dezembro do mesmo ano. O Arcebispo Maior de Kyiv-Halych, Sviatoslav Shevchuk, o ordenou bispo em 26 de agosto do mesmo ano; Os co-consagradores foram Ihor Wosnjak CSsR, Arcebispo de Lemberg, e Hlib Lonchyna MSU, Exarca Apostólico da Grã-Bretanha. Com a elevação à Eparquia de São Vladimir le Grand de Paris em 19 de janeiro de 2013, foi nomeado seu primeiro bispo.
O Papa Francisco o nomeou Arcebispo da Filadélfia em 18 de fevereiro de 2019. A posse ocorreu em 4 de junho do mesmo ano.
Em 2 de dezembro de 2021, o Papa Francisco o nomeou membro do Dicastério para as Comunicações.